# Берлінський договір (1926)
Німецько-Радянський договір про нейтральність та ненапад, Берлінський договір — договір від 24 квітня 1926 між Німецькою державою та Радянським Союзом за яким сторони домовились дотримуватись нейтралітету в разі нападу третьої сторони протягом п'яти років. Цей договір мав підтвердити Рапалльський договір 1922 р.. Обмін ратифікаційними грамотами відбувся в Берліні 29 червня 1926 р. та вступив в дію того ж дня. Договір був зареєстрований в League of Nations Treaty Series 3 серпня 1926 р. Оновлений 24 червня 1931 р., ратифікований 5 травня 1933 Додатковий протокол був зареєстрований в League of Nations Treaty Series 15 лютого 1935 р.

## Наслідки
В червні 1926 німецькі банки видали Радянському Союзу кредитів сумою в 300 мільйонів німецьких марок — «завдяки співпраці з Німецьким урядом»; відсоток за кредитом дорівнював 9.4 процента річних. В жовтні 1926 Радянська влада запросила до Москви групу впливових депутатів Рейхстагу. Григорій Чичерін під час візиту в грудні 1926 р. відмітив покращення Німецько-Радянських відносин в порівнянні з 1925 р. Однак, відтоді розпочалось поступове охолодження у відносинах аж до повної призупинки через кілька місяців правління Гітлера в 1933 р. Продовження договору було підписане 24 червня 1931 р., і того ж року німецькі банки видали Радянському Союзу кредитів на суму 300 мільйонів марок на придбання промислових товарів в Німеччині.